# Ulla Tandefelt
Ulla Marianne Tandefelt, född 15 januari 1920 i Jönköping, död 25 augusti 1996 i Stockholm, var en svensk kartritare, målare och skulptör.
Hon var dotter till ingenjören Matias Evald Tandefelt och Signe Maria Fredholm. Tandefelt som var utbildad kartritare bedrev vid sidan av sitt arbete ett konstnärskap baserat på de kunskaper hon inhämtat under sin utbildning till kartritare. Eftersom hon ville utveckla sin konst studerade hon skulptur för Lena Börjeson i Stockholm 1949 och målning vid Pernbys målarskola 1959–1961, Gerlesborgsskolan i Bohuslän 1959 och Stockholms konstskola 1962–1964 samt genom självstudier under resor till Paris, Sardinien och Grekland. Hon medverkade i Stockholmssalongerna på Liljevalchs konsthall. Hennes konst består av skiftande motiv utförda i olja, akvarell eller collage.  